# Шарташ
Шарташ је језеро које се налази североисточно од Јекатеринбурга.
Језеро је настало пре око милион година, богато је са рибљим фондом, у њему се налази гргеч, бодорка, каракуда, лињак, пескар, шаран и рипус. Данас је приљубљено одмаралиште и плажа јекатеринбурчанима.
Зимом језеро заледени па се риболов врши преко направљених рупа.